# Collinwood
Collinwood és una població dels Estats Units a l'estat de Tennessee. Segons el cens del 2000 tenia 1.024 habitants.

## Demografia
Segons el cens del 2000, Collinwood tenia 1.024 habitants, 428 habitatges, i 297 famílies. La densitat de població era de 141,2 habitants/km².
Dels 428 habitatges en un 30,6% hi vivien nens de menys de 18 anys, en un 52,8% hi vivien parelles casades, en un 13,1% dones solteres, i en un 30,6% no eren unitats familiars. En el 27,6% dels habitatges hi vivien persones soles el 13,3% de les quals corresponia a persones de 65 anys o més que vivien soles. El nombre mitjà de persones vivint en cada habitatge era de 2,39 i el nombre mitjà de persones que vivien en cada família era de 2,88.
Per edats la població es repartia de la següent manera: un 23,7% tenia menys de 18 anys, un 10,9% entre 18 i 24, un 26,4% entre 25 i 44, un 25,1% de 45 a 60 i un 13,9% 65 anys o més.
L'edat mediana era de 38 anys. Per cada 100 dones de 18 o més anys hi havia 86,4 homes.
La renda mediana per habitatge era de 22.305 $ i la renda mediana per família de 31.296 $. Els homes tenien una renda mediana de 30.052 $ mentre que les dones 18.269 $. La renda per capita de la població era de 13.716 $. Entorn del 10,4% de les famílies i el 16,8% de la població estaven per davall del llindar de pobresa.

## Poblacions més properes
El següent diagrama mostra les poblacions més properes.